# La Tradition de minuit
Pour plus de détails, voir Fiche technique et Distribution.
La Tradition de minuit est un film français réalisé par Roger Richebé, sorti en 1939.

## Synopsis
Dans les années 1930, à la suite de la réception d'un mystérieux appel téléphonique, cinq personnes qui ne se connaissent pas sont invitées à se rendre dans une guinguette parisienne déserte, « Le Bal des papillons ». Elles découvrent un homme sauvagement assassiné dans l'une des chambres de l'établissement, ce qui les amène à respectivement se suspecter d'avoir commis le meurtre.

## Fiche technique
- Titre original : La Tradition de minuit
- Réalisation : Roger Richebé
- Scénario : Roger Richebé, Jean Aurenche d'après le roman éponyme de Pierre Mac Orlan (Éditions Émile-Paul Frères, 1930)
- Dialogues : René Jolivet
- Musique : Jean Lenoir
- Photographie : Armand Thirard
- Cadreurs : Louis Née, Roger Arrignon
- Assistant opérateur : Roger Fellous
- Décors : René Renoux, Roland Quignon
- Son : Roger Rampillon
- Assistant réalisateur : Jean Feyte
- Montage : Jean Feyte, Renée Dely
- Producteur : Roger Richebé
- Directeur de production : Louis Daquin
- Société de production : Les Films Roger Richebé
- Sociétés de distribution : Paris Cinéma Location, Les Films Sirius, Les Films du Jeudi/Les Films de la Pléiade
- Pays d'origine :  France
- Tournage des extérieurs : Paris
- Format : Noir et blanc - 35 mm - 1,37:1
- Langue : français
- Genre : drame
- Durée : 105 minutes
- Date de sortie : France, 22 avril 1939

## Distribution
- Viviane Romance : Clara Véry
- Georges Flamant : Claude Thierry
- Marcel Dalio : Édouard Mutter, l'antiquaire
- Alexandre Rignault : Hortilopitz
- Pierre Larquey : Béatrix, le comptable
- Marcel Pérès : Louis Fraipont, le boucher
- Jean Brochard : le patron de la PJ
- Léonce Corne : M. Poivre, le patron de Béatrix
- Yves Deniaud : le bonimenteur  "au musée du crime"
- Georges Malkine : un gangster
- Henri Vilbert : un agent de police
- Mauricette Mercereau : Chéri-Bibi, la fillette